# 西四街-華盛頓廣場車站
西四街-華盛頓廣場車站（英語：West Fourth Street–Washington Square station）是美國紐約地鐵的一個快車地鐵站，同時亦為IND第六大道線和IND第八大道線的轉車站，位於曼哈頓格林尼治村西四街和第六大道交界，設有以下列車服務：
- A線、D線、E線、F線列車（任何時候停站）；
- B線、M線列車（僅平日停站）；
- C線列車（任何時候停站（深夜除外））

## 車站結構
| G  | 街道                  | 出入口                                                                                                |
| B1 | 夾層                  | 閘機、車站詢問處 升降機位於第六大道及第3街東北角                                                      |
| B2 | 北行                  | 往168街（ 深夜時往英伍德-207街（14街（第八大道）） · 往牙買加中心-帕森斯/射手（14街（第八大道））     |
| B2 | 島式月台，左/右側開門 | |
| B2 | 北行快速              | 往207街（14街（第八大道））                                                                           |
| B2 | 南行快速              | 往遠洛克威-莫特大道/臭氧公園-勒弗茲林蔭路（深夜除外）/洛克威公園（黃昏尖峰時段）（堅尼街）            |
| B2 | 島式月台，左/右側開門 | |
| B2 | 南行                  | 往尤克利德大道（ 深夜時往遠洛克威）（泉街） · 往世界貿易中心（泉街）                                  |
| B3 | 夾層                  | 方向/路線間轉乘                                                                                       |
| B4 | 北行                  | 往牙買加-179街（14街（第六大道）） · 往森林小丘-71大道（14街（第六大道））                            |
| B4 | 島式月台，左/右側開門 | |
| B4 | 北行快速              | 往貝德福德公園林蔭路（尖峰時段）/145街（其餘時段）（34街-先驅廣場） · 往諾伍德-205街（34街-先驅廣場） |
| B4 | 南行快速              | 往布萊頓海灘（百老匯-拉法葉街） · 往康尼島-斯提威爾大道經西城（百老匯-拉法葉街）                      |
| B4 | 島式月台，左/右側開門 | |
| B4 | 南行                  | 往康尼島-斯提威爾大道經卡爾弗（百老匯-拉法葉街） · 往中村-大都會大道（百老匯-拉法葉街）               |

西四街車站由IND建造，作為其兩條曼哈頓主幹線的主要轉乘點。此站亦可被視為IND系統的心臟，因為此站是IND鏈化的零點。此站是一個雙層車站，並在兩個月台層之間設有連接大堂。第八大道線使用上層，而第六大道線使用下層。兩層都使用相同的月台配置：兩個島式月台和四條軌道，以容許各方向跨月台轉乘和緩急接續。
此站設有兩個閘機區，車站兩端各設一個。兩個在上層月台都直接連往第八大道線，而往下層的第六大道線則借助上層和兩層之間的夾層，途經樓梯和升降機前往。升降機在2005年4月安裝，以提供無障礙通行，同時服務兩層月台和夾層。如此大規模的車站卻只有四個出入口，顯示車站的主要功能仍為連接兩條IND主幹線的轉乘點。
此站以南的IND第六大道線（下層），豪斯頓街至第六大道彎道的下方，一個鐘口與往皇后區的慢車軌道匯合。

## 外部連結
- nycsubway.org—IND 8th Avenue: West Fourth Street/Washington Square
- nycsubway.org—IND 6th Avenue: West Fourth Street/Washington Square
- Station Reporter — A Lefferts
- Station Reporter — A Rockaway
- Station Reporter — B Train
- Station Reporter — C Train
- Station Reporter — D Train
- Station Reporter — E Train
- Station Reporter — F Train
- Station Reporter — M Train
- Waverly Place entrance from Google Maps Street View
- entrance north of Waverly Place from Google Maps Street View
- West Third Street entrance from Google Maps Street View
- Mezzanine from Google Maps Street View
- Upper level from Google Maps Street View
- Lower level from Google Maps Street View